# Country Feelin'
Country Feelin' es el decimoctavo álbum de estudio del cantante estadounidense Charley Pride, publicado en mayo de 1974 a través del sello discográfico RCA Victor.

## Recepción de la crítica
Un escritor no especificado de la revista Cash Box declaró: “En el estilo de Charlie predomina una excelente versatilidad y esta nueva colección de material es muy fuerte, siendo cada tema un sencillo potencial para el mercado country. La habilidad consumada de la producción de Jack Clement añade un toque verdaderamente magistral a la habilidad vocal de Charlie”.

## Lista de canciones
| Lado uno |                      |                              |          |  |
| N.º      | Título               | Escritor(es)                 | Duración |  |
| 1.       | «Which Way Do We Go» | Allen Reynolds Don Williams  | 2:47     |  |
| 2.       | «We Could»           | Felice Bryant                | 2:29     |  |
| 3.       | «It Amazes Me»       | Reynolds Wayland Holyfield   | 2:05     |  |
| 4.       | «All His Children»   | Alan Bergman Marilyn Bergman | 2:56     |  |
| 5.       | «Streets of Gold»    | Jim Lunsford                 | 1:55     |  |

| Lado dos |                                          |                             |          |  |
| N.º      | Título                                   | Escritor(es)                | Duración |  |
| 1.       | «I Don't See How I Can Love You Anymore» | Max D. Barnes Maria Houston | 2:47     |  |
| 2.       | «Singin' a Song About Love»              | Ben Peters                  | 2:11     |  |
| 3.       | «The Man I Used to Be»                   | Barnes                      | 1:56     |  |
| 4.       | «Let My Love In»                         | John Riggs                  | 2:53     |  |
| 5.       | «Love Put a Song in My Heart»            | Peters                      | 3:07     |  |

## Créditos y personal
Créditos adaptados desde las notas de álbum de Country Feelin'.
- Charley Pride – voces
- The Nashville Edition – coros en todas las canciones excepto «All His Children» y «The Man I Used to Be»
- Jack Clement – productor
- Bill Vandevort, Tom Pick, Al Pachuki – ingeniero de audio
- Ray Butts, Mike Shockley, Roy Shockley – técnico de estudio
- John Donegan – fotografía
- Acy Lehman – director artístico

## Posicionamiento
| Gráfica (1974)                              | Pico de posición |
| ------------------------------------------- | ---------------- |
| Estados Unidos (Billboard Hot Country LP's) | 15               |